# George Stephenson
Ne doit pas être confondu avec George Stevenson.
Pour les articles homonymes, voir George Stephenson (homonymie) et Stephenson.
George Stephenson, né le 9 juin 1781 à Wylam et mort le 12 août 1848 à Chesterfield dans sa maison de Tapton House (en), est un ingénieur anglais, pionnier du chemin de fer à vapeur. La Locomotion, construite par lui et son fils Robert, est la première locomotive à vapeur à transporter des passagers sur une ligne ferroviaire publique, en 1825.

## Biographie

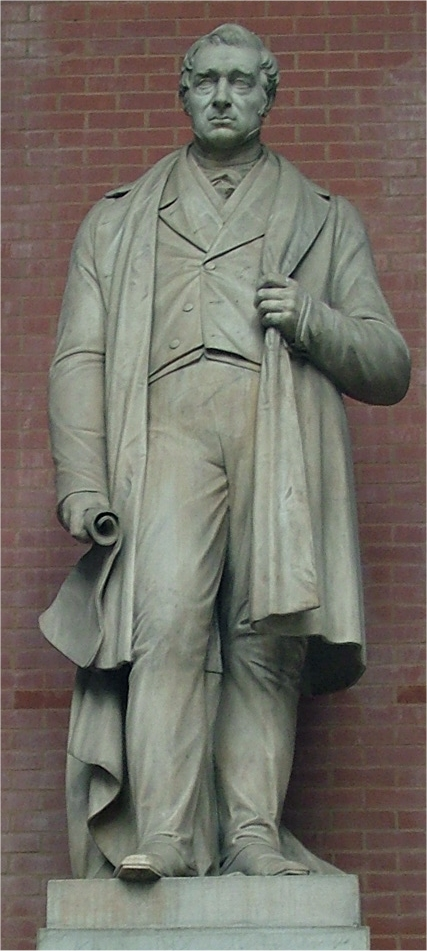
Statue de G. Stephenson au British National Railway Museum.

Fils d'ouvrier, George Stephenson n'apprend à lire qu'à 18 ans puis étudie la mécanique. Devenu ingénieur, il réalise, d'abord seul puis avec son fils Robert, une série de locomotives à vapeur.
Stephenson construit un premier prototype en 1814 : c'est une chaudière cylindrique horizontale, munie de 4 roues, elles-mêmes entraînées à l'aide de manivelles par les pistons de 2 cylindres verticaux. En 1817, il met au point sa première vraie locomotive, qui peut remorquer un train de charbon de 70 tonnes. En 1825, nouvelle étape : Stephenson sort une machine qui roule à 30 kilomètres à l'heure. Le jour de l'inauguration de la ligne de marchandises Stockton-Darlington on accroche à la locomotive un wagon rempli de musiciens : c'est aussi le premier train de voyageurs. Dans une descente, le convoi s'emballe, dépassant le cavalier porte-drapeau qui l'accompagne : il atteint les 40 kilomètres à l'heure !
La plus célèbre création de Stephenson reste cependant la Fusée (The Rocket), construite en 1829 pour relier Liverpool et Manchester : la Liverpool and Manchester Railway exploita ainsi la première véritable ligne de voyageurs. Le 15 septembre 1830, jour de son premier voyage, George Stephenson peut être fier de lui : il a tout supervisé, les voies, les ponts et les tunnels, et vu grand, en prévision du trafic, avec l'aide de son assistant-ingénieur, Joseph Locke.
Il a ainsi construit le premier pont qui enjambe une voie ferrée de biais, nécessitant une structure et une disposition particulière des briques par rapport à un pont traditionnel. Le pont de Rainhill, toujours en service, est aujourd'hui classé.
Il intervient également en France. Sa réputation de père du chemin de fer anglais l'amène à être choisi par la Compagnie du Nord pour tracer la ligne Paris-Lille en 1846.
George Stephenson meurt d'une pleurésie le 12 août 1848 à Tapton House (en) (Chesterfield), à l'âge de 67 ans. Il est enterré dans l'église Holy Trinity Church (en) à Chesterfield, Derbyshire au côté de sa deuxième épouse, Élisabeth Hindmarsh, épousée en 1820.

## Descendance
George Stephenson se marie avec Fanny Henderson le 28 novembre 1802. Ils ont deux enfants :
- Robert est né le 16 octobre 1803 et s'est marié le 17 juin 1829[5] avec Frances Sanderson, fille du financier de la City of London, John Sanderson[6]. Robert est décédé en 1859, sans descendance de cette union ;
- En 1806, sa femme met au monde une fille et meurt quelques jours après cette naissance. Le bébé meurt également quelques mois après sa mère[7].

## Galerie d'images

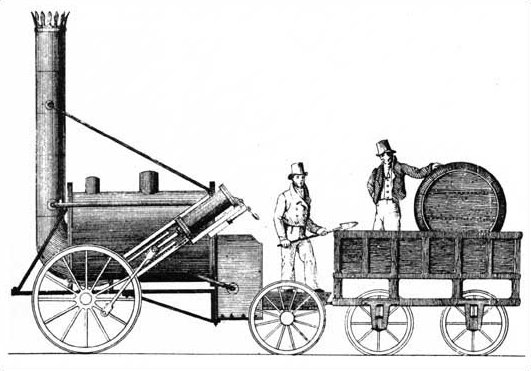
Dessin moderne de la "Rocket".
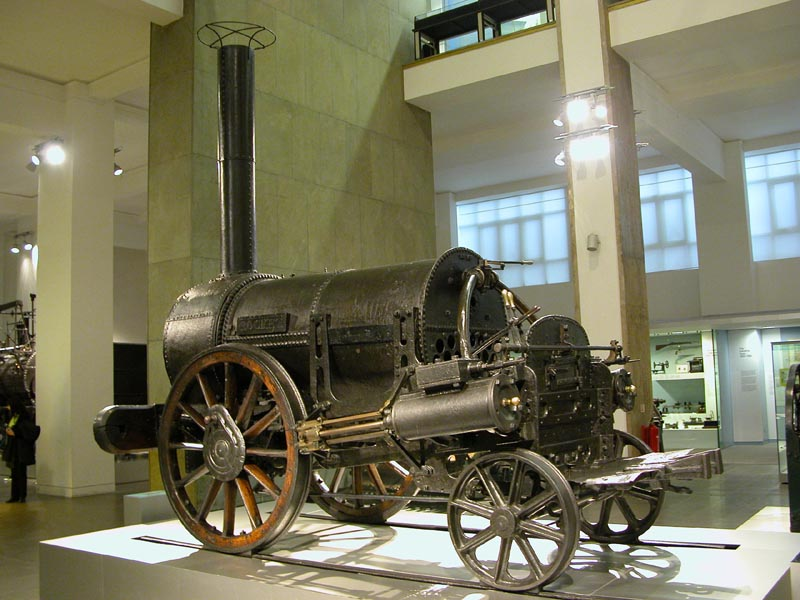
Rocket au Science Museum de Londres.
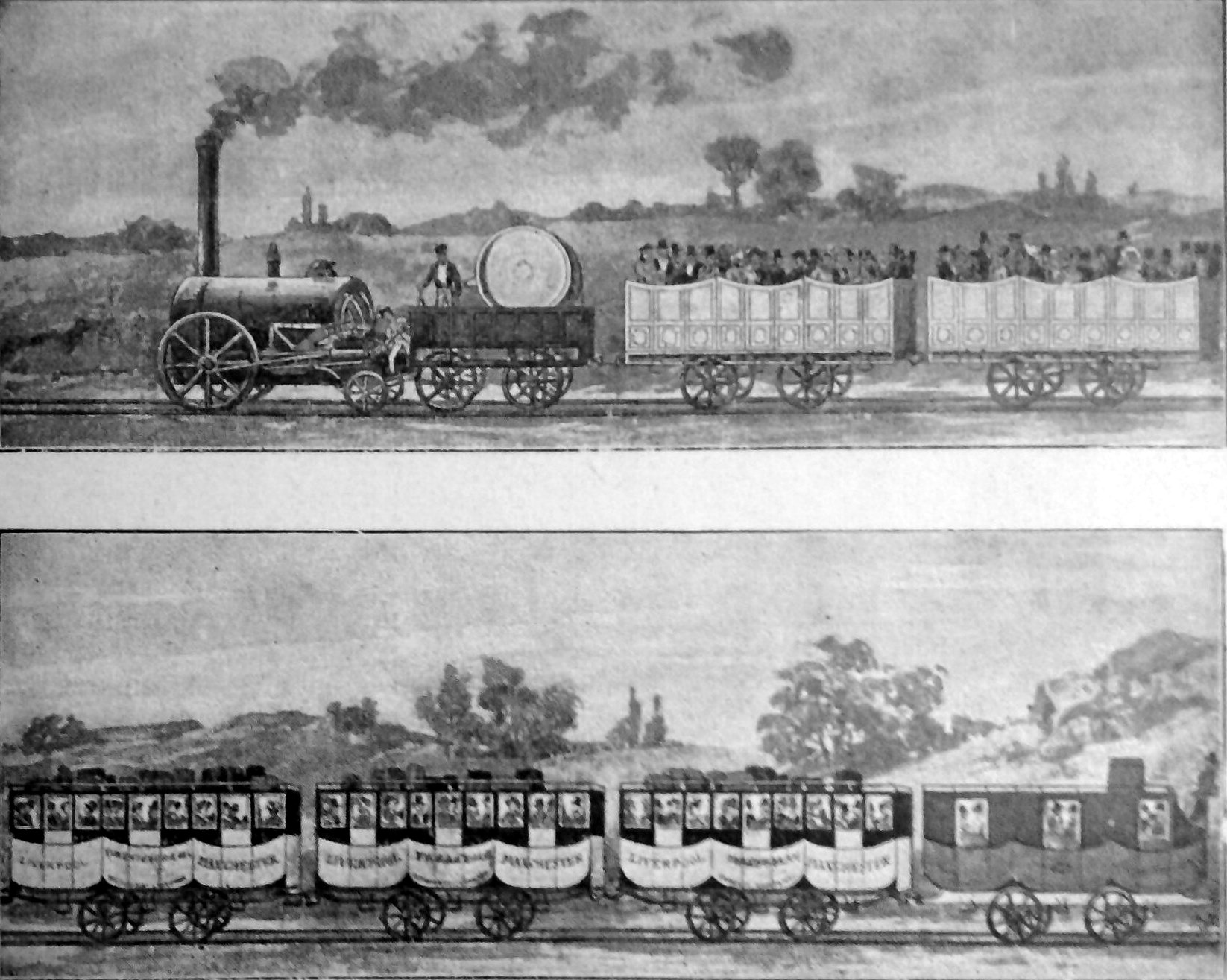
Les premiers passagers du chemin de fer en 1830
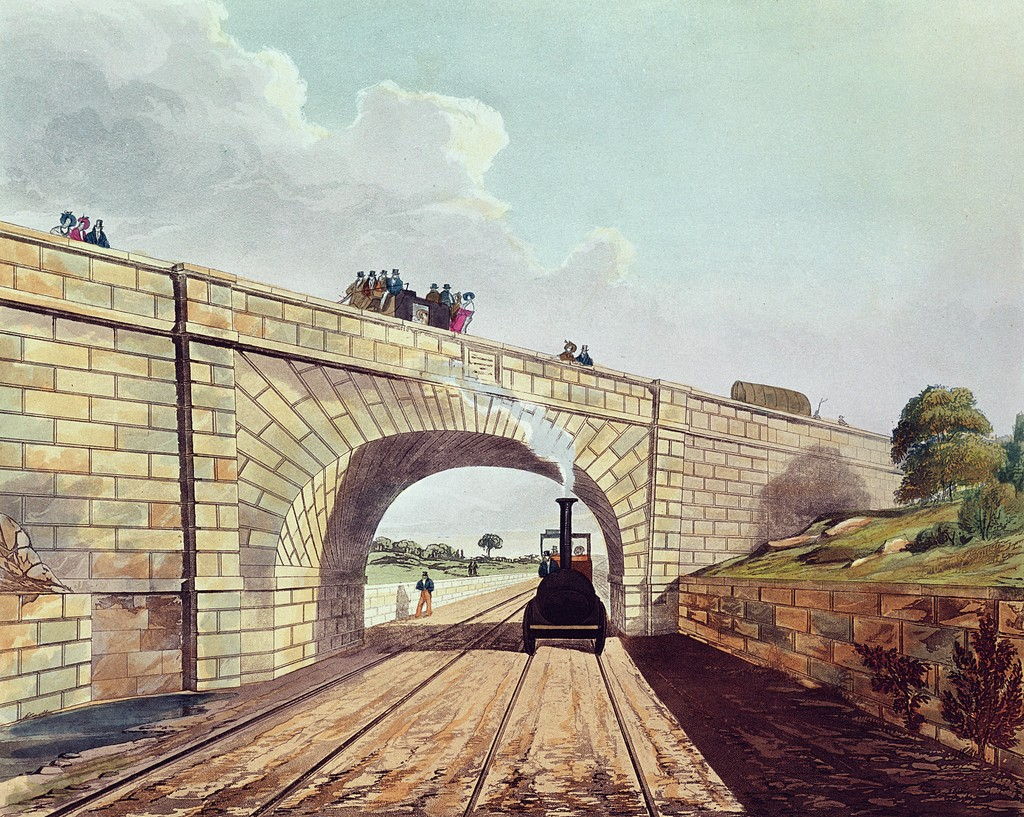
Le pont de Rainhill qui enjambe une voie ferrée de biais.